# Petite tortue de Corse
Aglais ichnusa
Espèce
La Petite tortue de Corse ou Vanesse de Tyrrhénide (Aglais ichnusa) est une espèce de lépidoptères (papillons) de la famille des Nymphalidae. Elle est endémique de Corse et de Sardaigne.

## Morphologie
L'imago de la Petite tortue de Corse ressemble à celui de la Petite tortue (Aglais urticae), mais est dépourvu de taches postdiscales noires sur le dessus de l'aile antérieure.

## Distribution
La Petite tortue de Corse est endémique de Corse et de Sardaigne, où elle remplace l'espèce voisine Aglais urticae qui est répandue sur le continent.

## Systématique
L'espèce actuellement appelée Aglais ichnusa a été décrite par l'entomologiste allemand Jakob Hübner en 1824, sous le nom initial de Papilio ichnusa.
Elle est parfois considérée comme une sous-espèce d’Aglais urticae, la Petite tortue.

## Noms vernaculaires
- En français : la Petite tortue de Corse, la Vanesse de Tyrrhénide[2].
- En anglais : Sardinian Small Tortoiseshell[3].